# Vega de Liébana
Vega de Liébana là một đô thị trong tỉnh và cộng đồng tự trị Cantabria, Tây Ban Nha. Đô thị này có diện tích là 133,21 ki-lô-mét vuông, dân số năm 2009 là 871 người với mật độ 6,54 người/km². Đô thị này có cự ly 124 km so với tỉnh lỵ Santander.